# Mörkösaari (ö i Norra Karelen, Joensuu, lat 63,11, long 29,68)
Mörkösaari är en ö i Finland. Den ligger i sjön Savijärvi och i kommunen Juga i den ekonomiska regionen  Joensuu ekonomiska region  och landskapet Norra Karelen, i den sydöstra delen av landet, 400 km nordost om huvudstaden Helsingfors. Öns area är 0,2 hektar och dess största längd är 60 meter i sydöst-nordvästlig riktning.